# Rima Fakih

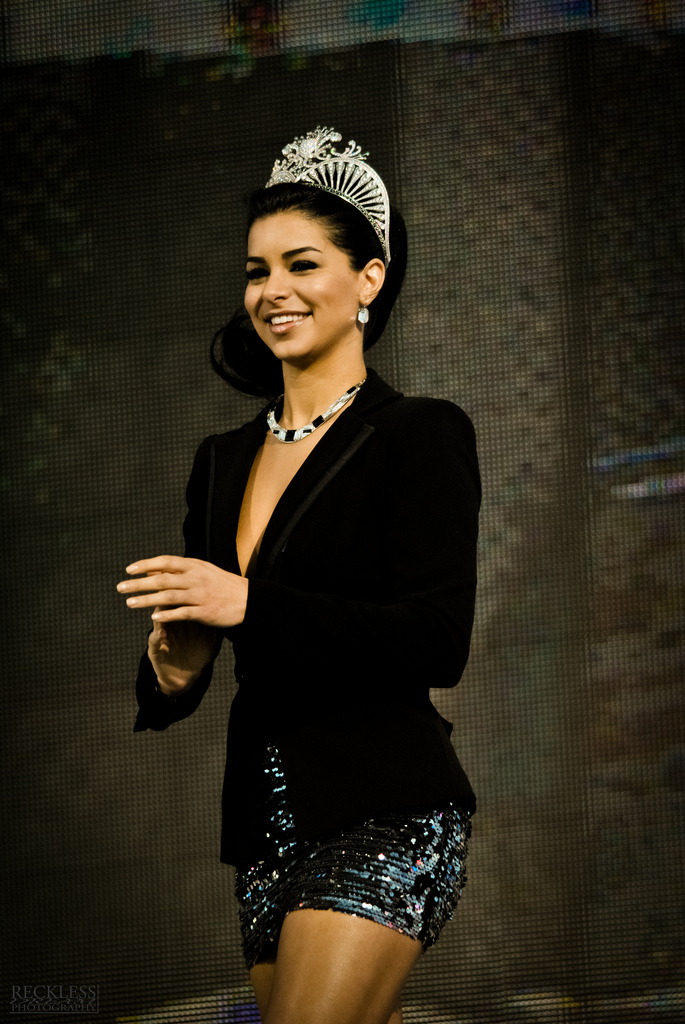
Rima Fakih jako Miss USA 2010

Rima Fakih (arab. ريما فقيه, ur. 22 września 1985 w Tyrze) – libańska i amerykańska modelka, zwyciężczyni konkursu Miss USA w 2010. 

## Wczesne życie i edukacja
Urodziła się 22 września 1985 w mieście Tyr w Libanie w szyickiej rodzinie. W 1993 emigrowała do Stanów Zjednoczonych i zamieszkała w Nowym Jorku w dzielnicy Queens.
W 2003 ukończyła szkołę przygotowawczą St. John's Preparatory School. Następnie przeprowadziła się do Dearborn w stanie Michigan. Studiowała na Uniwersytecie Michigan. Należała do samorządu studenckiego i zdobyła Bachelor’s degree z Ekonomii ze specjalizacją w administracji biznesowej.
W Michigan brała udział w programie mentorskim, zapewniającym dzieciom tymczasową opiekę osób, które byłyby dla nich wzorami do naśladowania. Działała w fundacji Pink Fund, której celem jest zapewnienie pomocy finansowej osobom chorującym na raka sutka.

## Udział w konkursach piękności
31 lipca 2008 wyjechała do Libanu, aby wziąć udział w konkursie piękności libańskich emigrantek Miss Lebanon Emigrant, będącym częścią konkursu Miss Libanu. Zajęła trzecie miejsce.
Wygrała konkurs Miss Michigan w 2010 i była jednym z oficjalnych ambasadorów konkursu piękności na rzecz świadomości samoobrony kobiet.
16 maja 2010 wygrała konkurs Miss USA w  Planet Hollywood Resort and Casino w Las Vegas w stanie Nevada. Była pierwszą Amerykanką arabskiego pochodzenia i pierwszą muzułmanką, która wygrała ten konkurs. Następnie została rzeczniczką na rzecz edukacji, badań i prawodawstwa w zakresie raka sutka i jajnika. Reprezentowała takie organizacje jak Susan G. Komen for the Cure i Gilda's Club. Brała też udział w konferencji American Chamber of Commerce w Kairze.
W 2010 wzięła też udział w konkursie Miss Universe, reprezentując Stany Zjednoczone. Nie zakwalifikowała się do półfinałów.
W 2018 była organizatorką konkursu w Libanie, który miał wyłonić reprezentantkę tego państwa w międzynarodowym konkursie Miss Universe.

## Występy w programach telewizyjnych
Występowała gościnnie w programach World Wrestling Entertainment, między innymi na gali Tribute to the Troops oraz w reality show Tough Enough.
W 2015 wystąpiła w trzecim sezonie libańskiej edycji Tańca z Gwiazami Została wyeliminowana w odcinku 9.

## Życie prywatne
Ma trójkę dzieci. Jej mężem od 15 maja 2016 jest producent muzyczny Wassim Slaiby.
Urodziła się w szyickiej rodzinie i wychowała jako muzułmanka. Po zwycięstwie w konkursie Miss USA powiedziała, że czuje się przede wszystkim Amerykanką, ale także arabką-Amerykanką, Libanką-Amerykanką i muzułmańską Amerykanką. W 2016 nawróciła się na chrześcijaństwo, w ramach przygotowania do ślubu kościelnego z Wassimem Slaibym.